# Liste des Justes ukrainiens
Pendant l'occupation de l'Ukraine par l'Allemagne nazie, sa communauté juive a été persécutée et déportée vers des camps d'extermination. Voici la liste des Juste parmi les nations Ukrainiens. Au 1er janvier 2018, 2 619 Ukrainiens ont été honorés de ce titre par Yad Vashem, l'Autorité du souvenir des martyrs et des héros de l'Holocauste de l'État d'Israël, pour avoir sauvé des Juifs pendant la Seconde Guerre mondiale. Ces personnes ont risqué leur vie ou leur liberté et leur position pour aider les Juifs pendant l'Holocauste ; certains en sont morts. Cet article présente une liste des personnes les plus notables.

## Liste
- Olena Viter (uk)
- Aleksei Glagolev (en)
- Omeljan Kovč
- Clément Sheptytsky
- Kateryna Sikorska
- Yurii Dmitrievich Sokolov (en)
- Henrykh Ostashevskyi (uk)